# Coptobasis arctalis
Coptobasis arctalis là một loài bướm đêm trong họ Crambidae.